# Condado de Clay (Kentucky)
El condado de Clay (en inglés: Clay County) es un condado en el estado estadounidense de Kentucky. En el censo de 2000 el condado tenía una población de 24.556 habitantes. La sede de condado es Manchester. El condado fue fundado en 1807 y fue nombrado en honor a Green Clay, quien sirvió en los congresos estatales de Kentucky y Virginia.

## Geografía

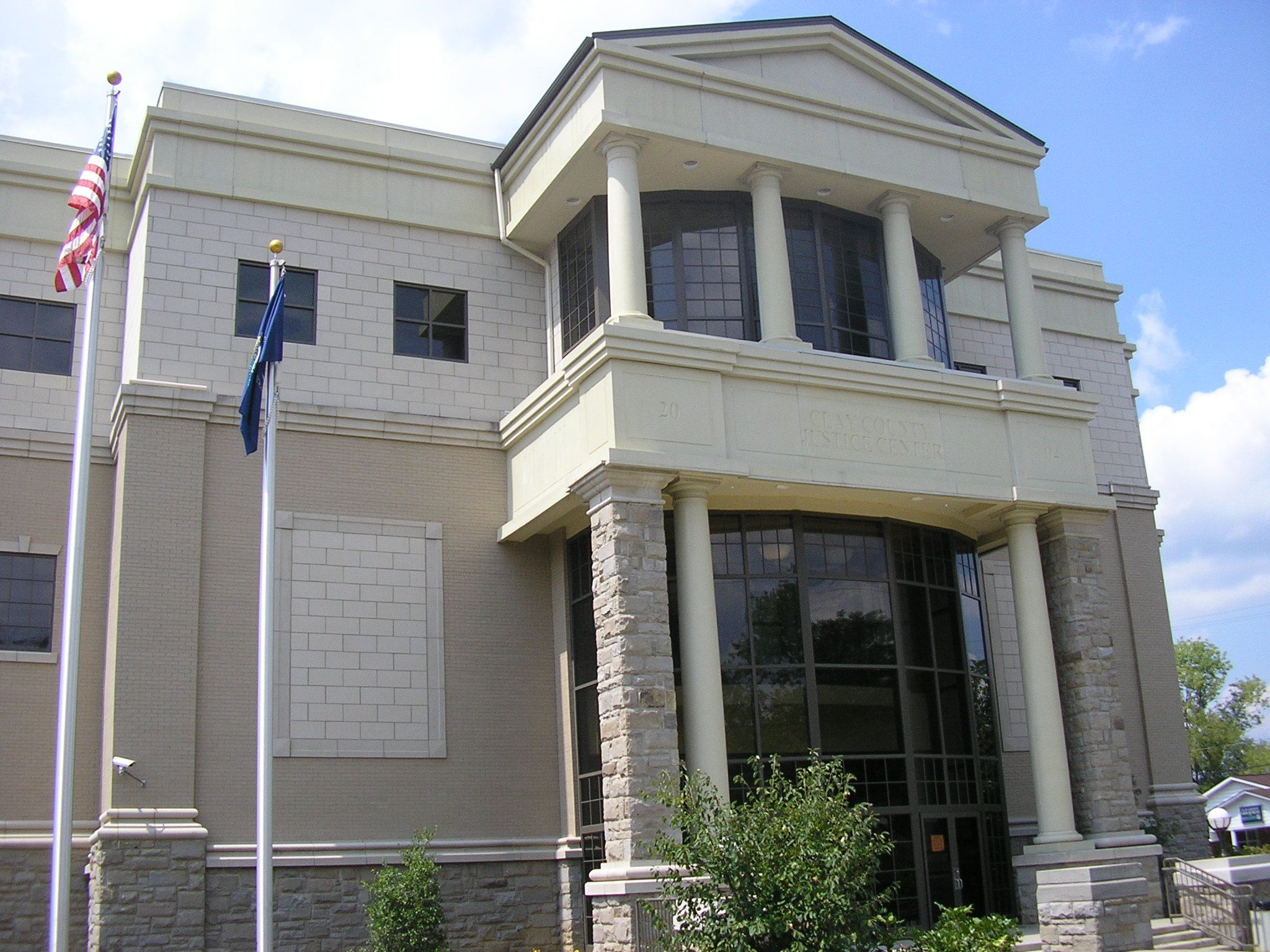
Juzgado del condado de Clay en Manchester.

Según la Oficina del Censo, el condado tiene un área total de 1.220 km² (461 sq mi), de la cual toda es tierra.

### Condados adyacentes
- Condado de Owsley (norte)
- Condado de Perry (noreste)
- Condado de Leslie (este)
- Condado de Bell (sureste)
- Condado de Knox (suroeste)
- Condado de Laurel (oeste)
- Condado de Jackson (noroeste)

## Demografía
En el  censo de 2000, hubo 24.556 personas, 8.556 hogares y 6.442 familias residiendo en el condado. La densidad poblacional era de 52 personas por milla cuadrada (20/km²). En el 2000 había 9.439 unidades unifamiliares en una densidad de 20 por milla cuadrada (8/km²). La demografía del condado era de 93,92% blancos, 4,80% afroamericanos, 0,21% amerindios, 0,12% asiáticos, 0,02% isleños del Pacífico, 0,23% de otras razas y 0,71% de dos o más razas. 1,36% de la población era de origen hispano o latino de cualquier raza. 
La renta promedio para un hogar del condado era de $16.271 y el ingreso promedio para una familia era de $18.925. En 2000 los hombres tenían un ingreso medio de $24.164 versus $17.816 para las mujeres. La renta per cápita para el condado era de $9.716 y el 39,70% de la población estaba bajo el umbral de pobreza nacional.

## Ciudades y pueblos
- Burning Springs
- Manchester
- Oneida